# Yadisleidy Pedroso
Yadisleidy Pedroso (ur. 28 stycznia 1987 w Hawanie) – kubańska lekkoatletka specjalizująca się w biegu na 400 metrów przez płotki. Od 6 lutego 2013 reprezentuje Włochy.
Piąta zawodniczka mistrzostw Europy w Zurychu (2014). Półfinalistka biegu płotkarskiego na 400 metrów podczas światowego czempionatu w Londynie (2017), natomiast w 2018 na tym dystansie zajęła 5. miejsce na mistrzostwach Starego Kontynentu.
Medalistka mistrzostw Kuby oraz kubańskiej olimpiady narodowej. Stawała na najwyższym stopniu podium mistrzostw Włoch oraz reprezentowała kraj na drużynowych mistrzostwach Europy.
Rekord życiowy: 54,54 (18 maja 2013, Szanghaj). Wynik ten był do 2022 roku rekordem Włoch.

## Osiągnięcia
| Rok  | Impreza                                  | Miejsce        | Lokata     | Wynik   |
| ---- | ---------------------------------------- | -------------- | ---------- | ------- |
| 2009 | Mistrzostwa Ameryki Środkowej i Karaibów | Hawana         | 2. miejsce | 57,73   |
| 2014 | Mistrzostwa Europy                       | Zurych         | 5. miejsce | 55,90   |
| 2015 | Superliga drużynowych mistrzostw Europy  | Czeboksary     | 3. miejsce | 55,18   |
| 2015 | Mistrzostwa świata                       | Pekin          | eliminacje | 1:25,15 |
| 2016 | Igrzyska olimpijskie                     | Rio de Janeiro | półfinał   | 55,78   |
| 2017 | Superliga drużynowych mistrzostw Europy  | Lille          | 2. miejsce | 55,39   |
| 2017 | Mistrzostwa świata                       | Londyn         | półfinał   | 55,95   |
| 2018 | Igrzyska śródziemnomorskie               | Tarragona      | 1. miejsce | 55,40   |
| 2018 | Mistrzostwa Europy                       | Berlin         | 5. miejsce | 55,80   |
| 2019 | Mistrzostwa świata                       | Doha           | półfinał   | 55,40   |
| 2021 | Igrzyska olimpijskie                     | Tokio          | półfinał   | 55,80   |